# Fronte islamico unito per la salvezza dell'Afghanistan
Il Fronte islamico unito per la salvezza dell'Afghanistan (dari: Jabha-yi Muttahid-i Islami-yi Milli bara-yi Nijat-i Afghanistan), conosciuto in Occidente anche come Alleanza del Nord, è stato un'organizzazione politico-militare fondata dallo Stato islamico dell'Afghanistan nel 1996.
Si tratta dell'unione di diversi gruppi combattenti afghani comandati dai cosiddetti Signori della guerra, in precedenza belligeranti tra loro, con lo scopo di combattere i talebani. Alla fine del 2001, grazie anche all'intervento statunitense, il Fronte è riuscito a riconquistare gran parte dell'Afghanistan, sottraendolo ai talebani.
Nonostante i timori di un nuovo periodo di instabilità politica nati in seguito alla sconfitta dei talebani, l'organizzazione ha deciso di riconoscere il nuovo governo afghano.
In seguito alla presa del potere dei talebani del 15 agosto 2021, molti capi combattenti della storica Alleanza del Nord sono tornati in attività, sotto la guida di Ahmad Massoud, nella resistenza del Panjshir.

## Storia

### La nascita e gli anni '90

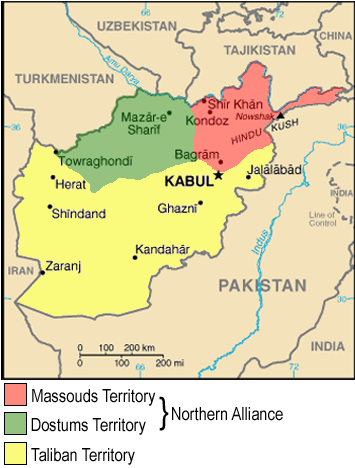
La situazione dell'Afghanistan dopo la caduta di Kabul nel 1996. Le zone in rosso e in verde sono quelle controllate dall'Alleanza del Nord

I Mujaheddin che avevano combattuto contro l'Unione Sovietica e avevano fondato lo Stato islamico dell'Afghanistan, negli anni '90 dovettero fronteggiare l'attacco dei talebani. Nel 1996, con la caduta di Kabul in mano talebana, alcuni signori della guerra, tra cui Rashid Dostum, non vollero riconoscere il neonato ordine talebano. L'organizzazione raccolse dunque diverse fazioni, con idee politiche opposte, con lo scopo di combattere militarmente il regime, senza tuttavia offendere l'ideologia di nessuno dei componenti interni.
All'interno del Fronte erano presenti per lo più tre gruppi etnici: i Tagiki (la seconda etnia più grande dell'Afghanistan, che comprende il 27% della popolazione), gli Hazara (tra il 9% e il 25% della popolazione) e gli Uzbeki (9% dell'Afghanistan). Anche molti ex-membri del governo comunista afghano sostenuto dall'Unione Sovietica erano presenti all'interno dell'organizzazione.
Nonostante fosse riconosciuto da gran parte della comunità internazionale come il vero governo afghano, il Fronte controllava solo il 30% del paese, tra cui le province di Badakhshan, Kapisa, Takhar e parte del Parvan, Konar, Nurestan, Laghman, Samangan, Konduz, Ghowr e Bamian. Tutte queste zone sono situate nel nord del paese, e questo spiega il nome di Alleanza del nord, con cui l'organizzazione è stata in seguito ribattezzata dai media.
Il presidente Burhanuddin Rabbani era il capo politico del Fronte, ma aveva scarso potere e il suo governo fu caratterizzato da notevole instabilità politica. Il Ministero della difesa, gestito da Ahmed Shah Massoud e Mohammed Fahim, fu l'unico organo governativo stabile durante questa fase. Massoud fu probabilmente la figura di maggior rilievo dell'organizzazione. 10.000 dei 40.000 soldati del Fronte erano sotto il suo comando, ed erano quelli con il miglior addestramento ed equipaggiamento. Altri leader importanti furono Abdul Rashid Dostum, Mohammed Fahim, e Ismail Khan. Dostum fu anche vicepresidente al fianco di Rabbani, con potere di nominare sei ministri, tra cui quello della difesa e quello degli affari esteri. Dostum era anche il comandante militare dell'Afghanistan del nord.
Prima dell'11 settembre 2001, Russia, India e Iran fornivano aiuti al Fronte, mentre Pakistan, Arabia Saudita e gli Emirati Arabi Uniti si schierarono con i talebani. La guerra civile proseguì fino al 2001 a fasi alterne, senza che né i talebani, né il Fronte riuscissero a ottenere vittorie significative.

### Il 2001 e la guerra in Afghanistan
Il 13 settembre 2001 venne confermata la morte di Massoud, ucciso quattro giorni prima da infiltrati di al-Qa'ida che si erano presentati all'organizzazione come giornalisti. Massoud fu sostituito da Mohammed Fahim, il secondo comandante più alto in grado di etnia Tagika. Tra il novembre e il dicembre 2001, il Fronte riuscì a riacquistare il controllo di gran parte del paese, compresa la capitale Kabul. Contribuirono in gran parte al successo gli attacchi aerei nel corso dell'invasione condotta dagli USA. Il Fronte ebbe una presenza molto forte all'interno del governo provvisorio afghano guidato da Hamid Karzai. Fahim divenne vicepresidente e ministro della Difesa, Yunus Qanuni fu nominato ministro dell'Istruzione e Consigliere alla sicurezza, e Abdullah Abdullah divenne ministro degli Esteri.
Karzai, contrariamente a quanto prospettato dalla comunità internazionale, nelle elezioni del 2004 decise di liberarsi della ingente presenza governativa del Fronte, e scelse come candidato vicepresidente Ahmad Zia Massoud, fratello minore del defunto Ahmad Shah Massoud. Karzai vinse facilmente le elezioni, ottenendo il 55,4% dei voti, seguito da altri tre leader del Fronte: Qanuni (16,3%), Mohammed Mohaqiq (11,7%) e Abdul Rashid Dostum (10%).
Attualmente il Fronte si è diviso in diverse fazioni politiche. Si crede che molti Tagiki e Hazara, tra cui Mohammed Fahim, Mohammed Mohaqiq e Abdullah Abdullah, si siano uniti all'alleanza politica di Qanuni. Quest'ultimo è stato eletto presidente della camera bassa del parlamento afghano, ed è da molti considerato il vero leader dell'opposizione a Karzai. Un altro gruppo rilevante emerso dall'organizzazione, composto per lo più da uzbeki, si è formato intorno alla figura di Dostum, in opposizione a Fahim nel periodo del governo provvisorio. Infine, diversi ex-membri del fronte, tra cui Rabbani, appoggiano ora Karzai.
Gran parte della forza militare del Fronte è confluita nell'esercito regolare afghano o è stata smantellata. Ciò ha permesso di diminuire i rischi che ex-membri dell'organizzazione potessero insorgere militarmente contro il nuovo governo.

### Il 2021 e la resistenza del Panjshir
Dopo vent'anni di lotta contro i talebani e la terza caduta di Kabul si riorganizza, nella valle del Panjshir, la resistenza anti-talebana sotto la guida di due leader, il figlio di Ahmad Massoud e l'autoproclamato presidente ad interim Amrullah Saleh.
Un mese dopo la valle viene conquistata e Massoud fugge in Tagikistan.

## Fazioni
L'organizzazione era composta da circa 5 fazioni di combattenti mujaheddin. L'Iran e la Turchia lo consideravano composto da sette.
Esse erano:
- Partito islamico dell'Afghanistan (Jami'at-i-Islami): composto prevalentemente da Tajik di lingua persiana, la loro guida era Burhanuddin Rabbani. Nell'ultimo periodo, con la caduta di Kabul e l'escalation militare, Rabbani ebbe poca voce in capitolo in confronto ai ministri della difesa Massoud e Fahim, anch'essi membri della fazione.
- Partito islamico unito dell'Afghanistan (Hizb-i Wahdat-i Islami-yi Afghanistan): formato da Hazara sciiti, inizialmente guidato dal martire Abdul Ali Mazari, e in seguito da Mohammed Mohaqiq, sostenuto dall'Iran.
- Movimento nazionale islamico dell'Afghanistan (Junbish-i Milli-yi Afghanistan): composto da Uzbeki ed ex-comunisti, guidato da Abdul Rashid Dostum con l'appoggio della Turchia.
- Movimento islamico dell'Afghanistan (Harakat-i-Islami-yi Afghanistan): fazione sciita guidata dall'Ayatollah Muhammad Asif Muhsini.
- Unione islamica per la liberazione dell'Afghanistan (Ittihad-i Islami Bara-yi Azadi): fazione pashtu, guidata da Abdul Rasul Sayyaf.

## Critiche
La comunità afghana e quella internazionale hanno spesso criticato il Fronte per aver avuto scarso rispetto dei diritti umani. I signori della guerra avevano grandissimo potere all'interno dei territori da loro controllati, governati da leggi spesso definite draconiane. Lo Human Rights Watch ha pubblicato documenti circa fenomeni di rapimento, esecuzione, stupro, arresto arbitrari rivolti nei confronti della popolazione civile.
L'Associazione rivoluzionaria delle donne dell'Afghanistan (RAWA), un'associazione per i diritti delle donne afghane, ha accusato il Fronte di essere la continuazione dell'oppressione talebana.